# Краківський похід Лева Даниловича
Краківський похід — воєнна кампанія військ Галицько-Волинського князя Лева Даниловича разом з татарами Ногая проти польського князя Лешека II Чорного. Основні події походу відбулися в 1280 році після смерті бездітного князя Болеслава V Сором'язливого, на спадок якого претендував Лев Данилович. Однак галицько-волинський правитель не отримав підтримки краківського боярства і вирішив домагатися успіху за допомогою військової сили. Похід закінчився повним розгромом військ Льва Даниловича і його переслідуванням польськими військами аж до Галицько-Волинської землі.

## Передісторія
У другій половині XIII століття Галицько-Волинське князівство, що з 1254 року нсило назву королівства Русі, стало приділяти більшу увагу активній зовнішній політиці на заході. Так, ще при Данилі Романовичу війська князівства брали участь у війнах з Литвою і Австрією (в останній син Данила, Роман Данилович, боровся за владу). У 1267 році Шварн Данилович став Великим князем Литовським, що ще більше зміцнило міжнародний престиж галицько-волинських Романовичів.
З Польщею Галицько-Волинське князівство пов'язувала довга історія протистояння, починаючи з 1205 року, коли в битві при Завихостом був убитий князь Роман Мстиславич, після чого польські князі протягом сорока років брали участь в боротьбі за галицький престол і галицькі землі. У 1230-і — 1240-і роки Романовичів підтримувала Конрада I Мазовецького в боротьбі проти його дядька Болеслава V, що зумовило участь Краківський військ на боці Ростислава Михайловича Чернігівського в битві під Ярославом в 1245 році, втім, там вони були розбиті Данилом Галицьким. У 1259—1260 роках відбувся спільний похід галицько-волинський князів Данила та Василька Романовичів і темника татар Бурундая в Краківську землю. В ході походу було взяте місто Сандомир, практично все населення якого було винищено, згодом був узятий і сам Краків. Монголи повністю залишили Польщу тільки в 1260 році, завдавши величезної шкоди країні. Це призвело до ще більшої децентралізації і падіння авторитету князівської влади в Польщі.
Тим часом, після смерті батька, князь Лев Данилович зробив кілька спроб зайняти престол сусідніх держав. Він розраховував на литовський трон, коли у 1269 році помер бездітним його брат, князь литовський Шварн. Але, литовська знать вважала за краще Леву його колишнього союзника Тройдена. У 1269 і 1274 Лев брав участь в походах у литовські землі. Згідно з літописом, вони завершилися «перемогою і честю великою», але литовський престол Леву не дістався.
1279 року помер князь Польщі Болеслав V Сором'язливий. Він помер бездітним, тому, стало ясно, що не уникнути спору за Краківський престол. Претендентами на нього стали серадзскій князь Лешек Чорний, син Казимира Куявського з династії П'ястів, Конрад Черський, син Земовита Мазовецького і внук Данила Галицького (син його дочки Переяслави) та інші. Одним з претендентів став і Лев Данилович, чия дружина Констанція була рідною сестрою Кунегунди, дружини Болеслава сором'язливо (вони обидві були дочками короля Угорщини Бели IV Арпада).